# Carl Julius Szczesny
Carl Julius Szczesny (* 18. September 1818 in Hohenstein, Kreis Osterode i. Ostpr.; † um 1860 in Charlottenbrunn, Kreis Waldenburg (Schles.)) war ein preußischer Landrat im Kreis Strasburg i. Westpr. (1851–1858).